# 総理各国事務衙門
総理各国事務衙門（そうりかっこくじむがもん、通称：総理衙門、満洲語：ᡤᡝᠷᡝᠨ
ᡤᡠᠷᡠᠨ ᠊ᡳ
ᠪᠠᡳᡳᡨ᠋ᠠ ᠪᡝ
ᡠᡥᡝᠷᡞᠯᡝᠮᡝ
ᡞᠴᡞᡥᡞᠶᠠᠷᠠ
ᠶᠠᠮᡠᠨ、転写：geren gurun -i baita be uherileme icihiyara yamun）は、清朝後期、外交や洋務（鉱山や鉄道に関する政策等）を管轄するために設立された官庁。1861年1月20日から1901年9月7日まで存在した。「総署」、「訳署」とも略称される。以下の解説では総理衙門と簡称する。時代が下るにつれて外交における影響力は低下したが、それまでの歴代中国王朝の外交手法を一変させる作用があった。

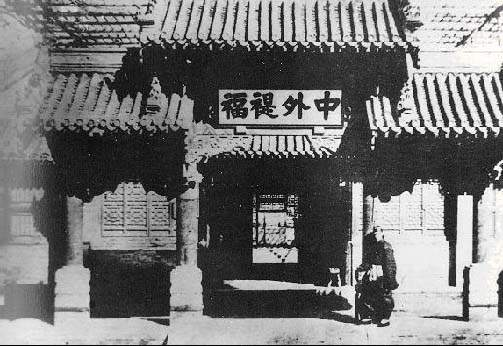
総理衙門

## 沿革

### 設立の背景

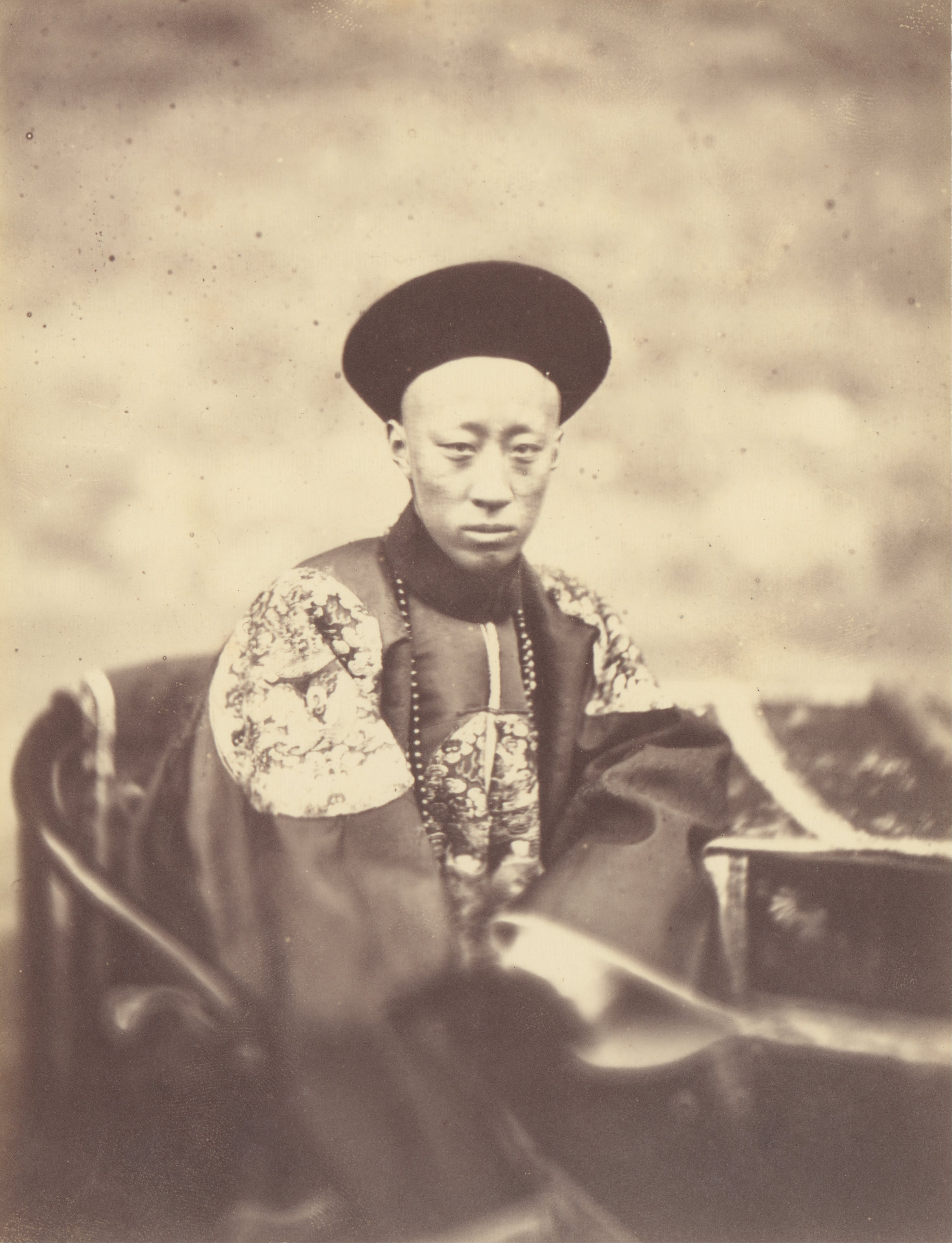
総理衙門を立ち上げた恭親王奕訢

清末期以前、外交機構はその相手・地域によって担当が決められていた。つまり外務省にあたるような、対外関係を一元的に扱う部署が存在していなかった。例えば冊封によって朝貢してくる国との通商事務は礼部が、外蒙古・青海・西蔵・新疆といった藩部やロシアとの通商外交は理藩院が、唯一外国との交易を許した広州での貿易事務（広東システム）は両広総督が担当していた。つまり当時の外交は下記のように特徴づける事ができる。
- 外交を統べる役所は存在せず、管轄ごとに個々に対応していた。
- 『外交』自体が朝貢を前提としていたため、交易はしても朝貢はしない諸外国（フランス等）との外交部署は存在しなかった。

特に西洋諸国との公式な外交部署を持たない事に西洋諸国は不満であった。それでも紛争が広東省辺りで収まっていたアヘン戦争当時の1840年代頃までは、その地方を管轄する両広総督に欽差大臣（特命全権大臣）を与えてしのいでいた。だが1857年のアロー戦争によって両広総督府が陥落し、翌年には天津まで制圧されたとなると、既に問題は両広総督の手には余った。1858年6月にイギリス・フランス・アメリカ・ロシアと天津条約を結んでその場を収めるが、条約を一向に批准しない清国政府に業を煮やした英仏連合軍は1860年10月に北京を制圧し、北京条約を結ばせてしまう。そして北京条約締結後にイギリスとフランス代表は清朝に対し、外務省に当たるものを設立するよう求めた。
この天津条約・北京条約の中で、清の外交制度として課題になるのは以下の点についてである。
- 両広総督管轄外の港の開港
1858年の天津条約で10港[1]、1860年の北京条約でさらに1港が開港している。天津条約時点の10港のうち8港までが華中・華南地域だったため、清朝は1859年に両江総督を欽差大臣に任命してこれを管轄させようとしたが、北京条約で首都の喉元である天津を開港させる事になったため、これまでの「欽差大臣による外交」からの方針転換を余儀なくされる。
- 各国公使の北京常駐
天津条約の時点では「各国外交官の北京常駐」だったのが、北京条約では「各国公使の北京常駐」になっている。各国が公使である以上、必然的に清国も国として相対する部署を用意する必要が生じた。

これらの課題を解決するためには、中央に一元的な外交機構が必要と考えた恭親王奕訢・大学士桂良（グイリャン）・戸部左侍郎文祥（ウェンシャン）らが1861年1月11日に上奏し、3月11日に正式に総理各国事務衙門が成立した。これまでの清の外交方針を大転換させたこの組織は、後の変法自強運動の先駆けともいえる組織であった。

### 外交上の作用と没落

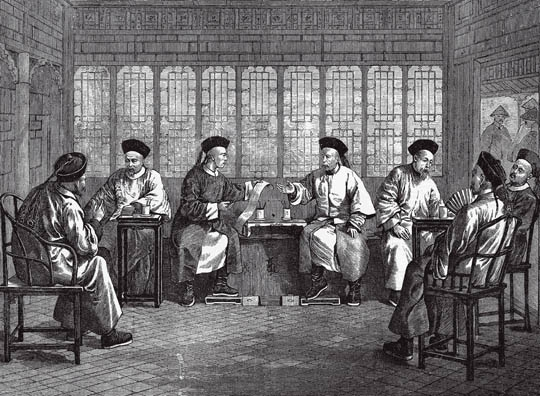
総理衙門大臣の討議風景

総理衙門には外交政策の決定権はなく、あくまで決裁者は皇帝（事実上は西太后）もしくは軍機大臣であった。だが設立当初は恭親王が首席軍機大臣を兼ねていて、他の軍機大臣達にも睨みが利いたため、ほとんどの事案は素通り状態であった。
1860年代、恭親王主導の総理衙門は効果的に機能した。北京条約の対応をこなしつつ、1868年には天津条約の関税問題に取り組んだ。またその一方で同文館出身者の欧米派遣に取り組んだ。1866年には総税務司ロバート・ハートの帰国に随伴する形で、斌椿（ビンチュン）を代表とする最初のヨーロッパ使節団を派遣している。また、1867年にはアメリカ公使アンソン・バーリンゲームを欽差大臣に任命し、欧米諸国に派遣している。
だが、総理衙門の推進役だった恭親王が西太后によって排斥され、1870年に李鴻章が北洋通商大臣に就任すると状況は変わってくる。総理衙門のメンバーも李鴻章も同じ洋務派であることに違いはないが、貿易港全体を管轄するとはいえ既に全権とは言えない総理衙門に比べ、貿易港は天津に限られるとはいえ李鴻章は欽差大臣として全権を持っている。広州貿易が中心だった頃ならともかく、既に各国公使は北京に常駐しており、貿易の中心も北京から近い天津へと移っている。そうなると各国公使としては、天津で実権を持つ李鴻章と話をした方が早いのである。こうして実質的な外交の中心は、総理衙門のある北京から北洋通商大臣のいる天津へと移っていき、日清戦争の頃には天津の李鴻章こそが事実上の外務省となっていた。
創設時に比べ著しく影響力の低下した総理衙門は1901年、義和団の乱後の北京議定書の条項に従って廃止され、新設の外務部が創設された。

## 洋務運動の推進
外交面以外にも、いち早く諸外国と相対した総理衙門は洋務化による富国強兵の必要性を痛感しており、ロバート・ハート等の建議を受け入れて関連事業の近代化も推進した。そのため同文館では本来の語学に留まらず、交通・工業・経済（特に貿易）・軍事といった面での近代教育を行い、「洋務内閣」と揶揄されたほどである。
しかしこれらの活動も諸外国から見れば「改革の歩みが遅い」と見られ、国内保守派からは「売国行為」と見られた。結局外交事務と同様、洋務運動についても1870年代からはその中心は李鴻章に移っていき、総理衙門は中心から外れていった。

## 組織体制

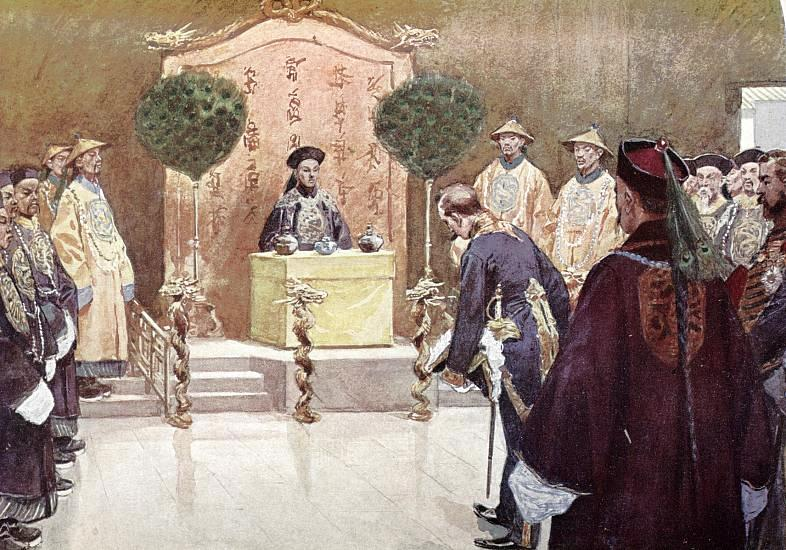
総理衙門への謁見（1896年）

総理衙門は最高の外交機関ではあったが正規の政府機関ではなく、暫定的に発足した「軍機処の下部組織」のような位置づけであったため、編成及び要員の官品などの規定もなかった。
総理衙門の場所は北京の東堂子胡同（現在の東城区の一角）である。当時の総理衙門は東西に分かれ、東は京師同文館として使われ、西側を外交活動に利用していた。

### 要員構成
総理衙門の首脳部は親王や郡王、ベイレ（貝勒）といった満洲貴族層と、数人の大臣によって構成され、各人が協力して事案に当たるよう配置された。複数大臣とは言ってもそれぞれが軍機大臣・内閣大学士や六部尚書（長官）、侍郎といった国政の中心にいる官僚が兼務していた。大臣の下には各種文書を扱う章京が16人（満人・漢人各8名）配置された。
最初の責任者は恭親王奕訢であり、大臣には上奏時のメンバーである桂良・文祥らが就任した。

### 組織機構
総理衙門は以下のような構成となっていた。（「股」は「課」にあたる。）
- 英国股 - イギリスとの交渉全般、西欧諸国との通商貿易・海関の税務を扱う。
- 法国股 - フランス・オランダ・スペイン・ブラジルとの交渉全般、キリスト教関連、海外華僑の保護、中越国境に関することを扱う。
- 俄国股 - ロシア・日本との交渉全般、モンゴル方面の対露貿易、中露国境、海外留学生を扱う。
- 美国股 - アメリカ合衆国・ドイツ・ペルー・イタリア・スウェーデン・ノルウェーの各国を担当。
- 海防股 - 北洋海軍・南洋海軍、沿海に敷設された砲台・造船場の管理、汽船や銃・砲弾の購入、電信・鉄道・鉱山の開発・運用を扱う。

またその付属機関として、関税関連の事案を統括する海関総税務司署と、中国最初の外国語学校である京師同文館（現在の北京大学外国語学院の前身）があった。

## 総理衙門大臣経験者

### 満洲人・モンゴル人・旗人
奕訢、桂良、文祥、宝鋆、倭仁、成林、崇厚、景廉、麟書、奕劻、錫珍、福錕、崑岡、続昌、敬信、栄禄、裕禄、桂春、聯元、載漪、啓秀、溥興、那桐、裕庚、崇綸、恒祺、崇礼

### 漢人
董恂、薛煥、徐継畬、譚廷襄、沈桂芬、毛昶熙、夏家鎬、郭嵩燾、李鴻藻、王文韶、周家楣、丁日昌、左宗棠、陳蘭彬、呉廷芬、張佩綸、周徳潤、閻敬銘、許庚身、張蔭桓、徐用儀、廖寿恒、鄧承修、孫毓汶、沈秉成、曾紀沢、洪鈞、汪鳴鑾、翁同龢、李鴻章、許応騤、袁昶、許景澄、胡燏棻、趙舒翹